# Mentor (tv-show)
Mentor er et dansk underholdningsprogram, som blev sendt på DR1 i efteråret 2013.
I Mentor skal seks sangtalenter synge foran et live-publikum. De seks talenter får hver en mentor. Mentoren skal gøre alt for at gøre sin deltager bedre. Den deltager, som får lavest stemmer, mister sin Mentor, men får efterfølgende en ny. Showets bagmand er X Factor dommer, Thomas Blachman.
Konceptet er også solgt til Sydamerika.

## Værter
| Vært       | Sæsoner |
| Vært       | 01      |
| ---------- | ------- |
| Lise Rønne | ♦       |

## Mentorer
| Anne Dorte Michelsen | ♦ |
| Julie Berthelsen     | ♦ |
| Lucy Love            | ♦ |
| Nikolaj Nørlund      | ♦ |
| Waqas Ali Qadri      | ♦ |
| Nikolaj Steen        | ♦ |

## Statistik
| Mentorer | Mentorer             | Mentorer         | Mentorer         | Mentorer         | Mentorer         | Mentorer         | Mentorer        | Mentorer        |         |
| Plads    | Navn                 | Uge 2            | Uge 3            | Uge 4            | Uge 5            | Uge 6            | Semifinalen     | Finalen         |         |
| 1        | Nikolai Steen        | 1                | 2                | 2                | 2                | 2                | 3               | 1               |         |
| 2        | Nikolai Nørlund      | 1                | 1                | 2                | 3                | 3                | 3               | 1               |         |
| -------- | -------------------- | ---------------- | ---------------- | ---------------- | ---------------- | ---------------- | --------------- | --------------- | ------- |
| 3        | Julie Berthelsen     | 1                | 1                | 1                | 1                | 1                | Udstemt         | Udstemt         | Udstemt |
| 4        | Anne Dorte Michelsen | 1                | 1                | 1                | Udstemt          | Udstemt          | Udstemt         | Udstemt         | Udstemt |
| 5        | Waqas Ali Quadri     | 1                | 1                | Udstemt          | Udstemt          | Udstemt          | Udstemt         | Udstemt         | Udstemt |
| 6        | Lucy Love            | 1                | Udstemt          | Udstemt          | Udstemt          | Udstemt          | Udstemt         | Udstemt         | Udstemt |
| Mentees  |                      |                  |                  |                  |                  |                  |                 |                 |         |
| Plads    | Navn                 | Uge 2            | Uge 3            | Uge 4            | Uge 5            | Uge 6            | Semifinalen     | Finalen         |         |
| 1        | Julie Bjerre         | Julie Berthelsen | Julie Berthelsen | Julie Berthelsen | Julie Berthelsen | Julie Berthelsen | Nikolai Steen   | Nikolai Steen   |         |
| 2        | Cecilie Trolle       | Nikolai Nørlund  | Nikolai Nørlund  | Nikolai Nørlund  | Nikolai Nørlund  | Nikolai Nørlund  | Nikolai Nørlund | Nikolai Nørlund |         |